# Serieåret 1997

## Händelser

### Januari
- Januari - Turtles som dagspresserie upphör.

### Mars
- 9 mars - Utställningen Comics - serierna 100 år avslutas på Millesgården.[1]

### Okänt datum
- Semic Press köps upp av Egmont, som därmed kommer att dominera den svenska seriemarknaden.
- Den franska serieantologin À Suivre läggs ned.
- Den svenska serietidningen Magnum Comics läggs ner.[2]

## Pristagare
- Adamsonstatyetten: Jan Berglin, Patrick McDonnell
- Guld-Adamson: Marten Toonder
- Galagos Fula Hund: Daniel Ahlgren
- Reuben Award: Scott Adams
- Unghunden: Magnus Knutsson
- Urhunden för svenskt album: Baron Bosse story (Assar 6) av Ulf Lundkvist
- Urhunden för översatt album: Den stora kokapplöpningen (Bone 4) av Jeff Smith (USA)

## Utgivning
- A History of Violence, serieroman av John Wagner och Vince Locke.
- Klas Katt biter ihop ges ut i Sverige.
- Mangan Sailor Moon ges ut i nio nummer (serietidning, baserad på stillbilder från TV).
- Magnum Comics 4-9/1997 innehöll de första avsnitten av Akira.

### Album
- Bortgjord på julbord, seriealbum om Bert[3]
- Eva & Adam - Balla gänget[4]
- Farbror Joakims liv, samlingsalbum på svenska.
- Ratata och kamelen (Ratata)[5]
- Striden vid O.K. Corral (Lucky Luke)[6]

## Avlidna
- 5 januari - André Franquin, 73, belgisk serieskapare.
- 3 december - Benito Jacovitti, 74, italiensk serieskapare.

### Fotnoter
1. ↑   Horisont 1996. Bertmarks
2. ↑  Swecomics
3. ↑  ”Seriesamlarna”. Arkiverad från originalet den 20 maj 2011. https://web.archive.org/web/20110520024942/http://www.seriesam.com/cgi-bin/guide?s=BERTS+DAGBOK+(1992). Läst 11 mars 2011.
4. ↑  Seriesamlarna
5. ↑  ”Lucky Luke på svenska”. Arkiverad från originalet den 25 maj 2012. https://archive.is/20120525100929/http://www.visit.se/~dampgrodan/album_Ratas.html. Läst 12 mars 2011.
6. ↑  ”Lucky Luke på svenska”. Arkiverad från originalet den 11 november 2014. https://web.archive.org/web/20141111004811/http://www.visit.se/~dampgrodan/album_kronolog.html. Läst 12 mars 2011.